# 遍地金
遍地金（学名：Hypericum wightianum sp. wightianum）为藤黄科金丝桃属下的一个亚种。

## 扩展阅读
- 維基物種上的相關：遍地金